# Folgore (1931)
Folgore – włoski niszczyciel z okresu międzywojennego i II wojny światowej, główny okręt typu Folgore (Dardo II serii). Nosił znak burtowy: FG. Zbudowany w Neapolu we Włoszech, zwodowany w 1931 roku, wszedł do służby w marynarce włoskiej Regia Marina w 1932 roku. Walczył podczas wojny na Morzu Śródziemnym. Zatopiony 2 grudnia 1942 roku.
Uzbrojenie stanowiły cztery armaty kalibru 120 mm w zdwojonych stanowiskach i sześć wyrzutni torped oraz małokalibrowa artyleria przeciwlotnicza, której skład był zmienny. Jego wyporność standardowa wynosiła 1238 ton, a pełna około 2000 ton. Napęd stanowiły turbiny parowe, prędkość projektowa wynosiła 38 węzłów, lecz realna podczas wojny około 30 węzłów.

## Projekt i budowa
„Folgore” należał do typu czterech włoskich niszczycieli, nazwanego od niego w literaturze typem Folgore, określanego też przez marynarkę jako druga seria typu Dardo. Stanowiły modyfikację konstrukcji typu Dardo (Frecchia), w której zmniejszono szerokość kadłuba o pół metra, aby zwiększyć prędkość. Oprócz tego turbiny parowe systemu Parsonsa zamieniono na turbiny Belluzzo. O budowie czterech zmodyfikowanych okrętów zdecydowano w październiku 1929 roku, jeszcze przed wodowaniem pierwszych okrętów typu Dardo. Zmniejszenie szerokości spowodowało zmniejszenie pojemności burtowych zbiorników paliwa o ok. 100 ton i zmniejszenie zasięgu, oraz pogłębiły się problemy ze statecznością, jakie miały już niszczyciele typu Dardo, co spowodowało konieczność zmian po zbudowaniu i dodania balastu. 
„Folgore” został zamówiony razem z bliźniaczym „Lampo” w stoczni Officine & Cantieri Partenopei (dawnej Pattison) w Neapolu. Stępkę pod oba położono 30 stycznia 1930 roku. Wodowany był 26 kwietnia 1931 roku, jako drugi po bliźniaczym „Baleno” budowanym we Fiume. 15 marca 1932 roku „Folgore” odbył próby morskie. Nazwa „Folgore” oznaczała: piorun. Otrzymał znak burtowy od skrótu nazwy: FG. W odróżnieniu od typu poprzedzającego, niszczyciele typu Folgore i dwóch kolejnych nie miały indywidualnych dewiz, jedynie dywizjonowe (w tym przypadku Fulgor in hostem, z łac. „Piorunem we wroga”).

## Skrócony opis

### Opis ogólny
Niszczyciele typu Folgore miały stalowy kadłub z podwyższonym pokładem dziobowym. Sylwetka okrętów wyróżniała się pojedynczym szerokim kominem i zastosowaniem dwóch dwudziałowych stanowisk armat na pokładzie dziobowym i nadbudówce rufowej. „Folgore” i „Lampo” budowane w Neapolu odróżniały się od drugiej pary graniastą ścianą przednią nadbudówki dziobowej (jak w typie Dardo) zamiast zaokrąglonej i minimalnie mniejszą długością. Wyporność standardowa wynosiła 1230 ton, normalna 1665 t, a pełna 1890 t. Podczas wojny, po modernizacjach uzbrojenia i wyposażenia wyporność pełna okrętów sięgała ok. 2100 ton. Długość całkowita „Folgore”  wynosiła 96,05 m, a na linii wodnej 94,25 m, natomiast szerokość wynosiła 9,28 m, a na linii wodnej 9,2 m. Zanurzenie wynosiło 3,02 m przy wyporności standardowej i 4,5 m przy pełnej.
Załoga etatowo składała się początkowo ze 165 osób, w tym 6 oficerów. Podczas wojny liczebność załogi rosła do ponad 210 osób.
Okręty typu Folgore były napędzane przez dwa zespoły turbin parowych systemu Beluzzo z przekładniami, zasilane przez trzy kotły wodnorurkowe o ciśnieniu roboczym 22 atmosfer, poruszające dwie trzyłopatowe śruby. Kotły i turbiny były wyprodukowane przez stocznię budującą okręt. Projektowa moc wynosiła 44 000 KM, a prędkość maksymalna 38 węzłów. Na próbach „Folgore” rozwinął moc średnią  49 345 KM i prędkość 38,64 w, ale w stanie lekkim przy wyporności 1412 ton. Typowo okręty tego typu w realnych warunkach rozwijały podczas służby prędkość nie większą niż 34 węzły, która u progu II wojny światowej na skutek zużycia mechanizmów spadła do 30–31 węzłów. Normalny zapas paliwa płynnego wynosił 192–400 ton, a pełny 462–530 ton. Zasięg wynosił początkowo 3600 mil morskich przy prędkości 12 węzłów, 3200 Mm przy 16 w, 1500 Mm przy 24 w lub 640 mil przy 32 węzłach.

### Uzbrojenie i jego zmiany
Główną artylerię stanowiły cztery armaty kalibru 120 mm Ansaldo model 1926 o długości lufy L/50 (50 kalibrów). Podwójne podstawy dział model 1926 lub 1931 z maskami ochronnymi (dłuższymi w drugim wypadku) umieszczone były na pokładzie dziobowym i na niskiej nadbudówce na rufie. Kąt podniesienia lufy wynosił w pierwszym przypadku do +45°, a w drugim do 35°. Działa strzelały pociskami przeciwpancernymi o masie 23,4 kg, burzącymi lub zapalającymi o masie 22,8 kg i oświetlającymi. Strzelały one na odległość do ok. 18 km. Amunicja była rozdzielnego ładowania, przy czym ładunek miotający umieszczony był w łusce. Teoretycznie szybkostrzelność wynosiła do 7–8 strzałów na minutę, lecz w praktyce wynosiła ok. 6 (salwy co 10 sekund). Zapas amunicji wynosił etatowo 800 pocisków (200 na lufę).
Uzbrojenie przeciwlotnicze początkowo stanowiły dwa działka automatyczne kalibru 40 mm Vickers-Terni model 1917 o długości lufy L/39, na podstawach model 1930, umieszczone po obu burtach na pokładzie górnym za kominem. Uzupełniały je cztery karabiny maszynowe kalibru 13,2 mm Breda, podwójnie sprzężone w dwóch stanowiskach na skrzydłach dachu nadbudówki dziobowej. Okręty miały też dwa karabiny maszynowe kalibru 8 mm Breda na przenośnych lawetach. Na przełomie stycznia i lutego 1941 roku „Folgore” poddano modernizacji uzbrojenia, zdejmując wszystkie działka 40 mm i karabiny maszynowe 13,2 mm, zamiast których montowano sześć działek automatycznych 20 mm Breda model 1935 L/65 (dwie podwójne podstawy na burtach na końcach pokładu dziobowego i dwa pojedyncze w miejscu km-ów 13,2 mm). We wrześniu 1942 roku zdjęto także dalmierz na śródokręciu, na platformie którego dodano podwójne działko 20 mm.
Uzbrojenie torpedowe stanowiło sześć wyrzutni torpedowych kalibru 533 mm w dwóch potrójnych aparatach torpedowych na pokładzie na śródokręciu. Początkowo okręty typu Folgore miały tylko jedną zrzutnię bomb głębinowych na rufie. Począwszy od 1937 roku okręty zaczęły być wyposażane w dwie zrzutnie bomb głębinowych na rufie (na trzy bomby o masie 100 kg albo sześć o masie 50 kg każda). Wszystkie okręty były wyposażone w demontowane tory minowe na pokładzie, na których można było zabierać do 52 min kotwicznych typu Bollo, co jednak w praktyce nie było stosowane z uwagi na pogorszenie stateczności. Okręty typu Folgore były ponadto od 1937 roku wyposażane w dwa trały typu C z żurawikami do ich obsługi na rufie. Trały były demontowane na początku 1942 roku.

### Wyposażenie
System kierowania ogniem obejmował przede wszystkim dalocelownik SDT na dachu nadbudówki dziobowej, z dwoma stereoskopowymi dalmierzami optycznymi o bazie 3 m i celownikiem APG. Na platformie przed masztem, mieszczącej stanowisko starszego oficera artyleryjskiego, znajdował się inklinometr służący do oceny kąta kursowego celu. Na pokładówce na śródokręciu był trzeci rezerwowy dalmierz 3-metrowy, demontowany podczas wzmacniania uzbrojenia przeciwlotniczego w 1942 roku. Okręt miał jeden reflektor o średnicy 90 cm na platformie nad stanowiskiem obserwacyjnym nadbudówce.
Okręty typu Folgore wyposażone były w radiostacje do łączności telegraficznej, z anteną rozciągniętą między masztem dziobowym i rufowym. Od końca lat 30. wyposażano je też w radiostacje RM.4 krótkiego zasięgu do łączności fonią, z antenami na mostku. Część okrętów otrzymała wówczas radionamierniki. Do wykrywania okrętów podwodnych służył tylko szumonamiernik. W skład wyposażenia ponadto wchodziła aparatura do stawiania parowej zasłony dymnej montowana w kominie oraz generatory chemiczne zasłony dymnej na rufie.

### Malowanie
Początkowo niszczyciele były malowane w części nadwodnej na kolor jasny popielatoszary, z ciemnym ołowianoszarym pokładem, a część podwodna była malowana na ciemnnozielono. Na burtach w okolicy dział dziobowych i na rufie malowano na czerwono litery identyfikacyjne. Na początku wojny od lipca 1940 roku na pokłady na dziobie naniesiono biało-czerwone skośne pasy dla identyfikacji z powietrza. Na początku 1942 roku „Folgore” otrzymał kontrastowy kamuflaż, z ostrych plam ciemnoszarych i popielatoszarych, z kolorem brudnobiałym na krańcach kadłuba.

## Służba

### Okres międzywojenny

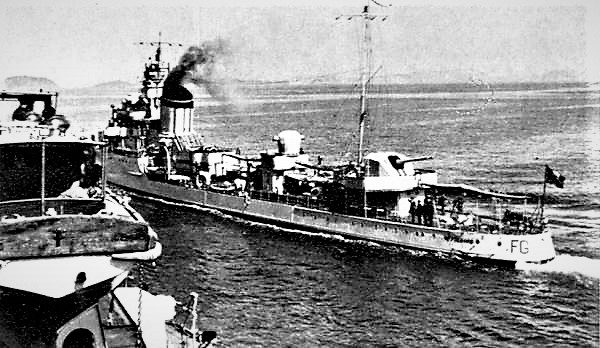
„Folgore” przed wojną.

„Folgore” został wcielony do służby w Regia Marina 1 lipca 1932 roku. Razem z innymi okrętami tego typu był przydzielony do 8. dywizjonu (squadriglia) niszczycieli, pełniąc rolę jego okrętu flagowego. W odróżnieniu od większości włoskich nowych niszczycieli, nie brał udziału w działaniach na wodach hiszpańskich podczas hiszpańskiej wojny domowej. Wiosną 1939 roku wziął udział w zbrojnym zajęciu Albanii.

### II wojna światowa

#### 1940 rok
Po przystąpieniu Włoch do II wojny światowej 10 czerwcu 1940 roku „Folgore” nadal był okrętem flagowym 8. dywizjonu niszczycieli, bazującego w Tarencie i przydzielonego do 5. dywizjonu okrętów liniowych.  Wziął udział w pierwszej fazie bitwy koło przylądka Stilo, wychodząc 7 lipca 1940 roku w morze w eskorcie pancerników „Conte di Cavour” i „Giulio Cesare”. Przed głównym starciem jednak, 9 lipca rano 8. dywizjon został odesłany do portu w celu uzupełnienia paliwa. „Folgore” z 8. dywizjonem eskortował pancernik „Caio Duilio” podczas operacji 30 sierpnia – 1 września i 7–8 września, bez starć z nieprzyjacielem. 

#### 1941–1942
Podczas remontu w styczniu – lutym 1941 roku „Folgore” poddano modernizacji uzbrojenia przeciwlotniczego. Od początku tego roku, w związku z wycofaniem starszych pancerników do II linii, wszystkie niszczyciele typu Folgore zostały skierowane do zadań osłony konwojów z zaopatrzeniem i wojskiem z Włoch do północnej Afryki, przydzielone do grupy niszczycieli eskortowych.
27 marca 1941 roku „Folgore” wyszedł w eskorcie konwoju pięciu niemieckich transportowców z Neapolu do Trypolisu, atakowanego 28 marca wieczorem przez brytyjski okręt podwodny HMS „Utmost”, który zatopił statek „Heraklea” i uszkodził „Ruhr”. Latem „Folgore” był czasowo przydzielony do 16. dywizjonu w zamian za utracony „Luca Tarigo”.
3 marca 1942 roku „Folgore” odniósł niewielkie uszkodzenia od nalotu brytyjskich samolotów w Palermo, po czym był remontowany do końca miesiąca w Neapolu. 14 czerwca wyszedł w morze z Brindisi w składzie 7. dywizjonu (razem z „Legionario”, „Freccia” i „Saetta”) w celu akcji przeciw brytyjskiemu konwojowi operacji Vigorous, ale bez sukcesów bojowych. W lipcu uczestniczył w eskortowaniu konwoju „Monviso” z Benghazi do Brindisi, a w sierpniu konwoju „Ancara” z Tarentu do Trypolisu. 27 sierpnia doznał uszkodzeń walcząc z samolotami na Morzu Egejskim. Podczas remontu we wrześniu dodano kolejne podwójne działko przeciwlotnicze 20 mm.
1 grudnia 1942 roku „Folgore” wyszedł w eskorcie konwoju H czterech statków z Palermo do Bizerty. Około północy zespół został zaatakowany przez brytyjskie krążowniki zespołu Q: HMS „Aurora”, „Sirius” i „Argonaut” i dwa niszczyciele, w wyniku czego doszło do bitwy koło Ławicy Skerki. „Folgore” o 0:47 i 0:50 wystrzelił sześć torped do brytyjskich krążowników, lecz były one niecelne. Sam został porażony ogniem armat kalibru 133 mm krążownika przeciwlotniczego „Argonaut” i o 1:16 zatonął. Z okrętem zginęło 123 członków załogi, w tym dowódca kmdr ppor. Ener Bettica, odznaczony następnie pośmiertnie złotym Medalem za Męstwo Wojskowe.
We włoskiej służbie podczas wojny okręt 155 razy wychodził w morze i przepłynął 56 578 mil morskich – najwięcej spośród okrętów typu Folgore, w czasie 4108 godzin w morzu. W tym, 4 razy wychodził w celu osłony okrętów, 77 razy w celu konwojowania, 8 razy na poszukiwanie okrętów podwodnych i jeden raz ostrzeliwał wybrzeże.